# Kaika (kejsare)
Kaika, född 208 f.Kr., död 98 f.Kr., var regerande kejsare av Japan mellan 158 f.Kr. och 98 f.Kr.